# 448 a.C.
Il 448 a.C. (CDXLVIII a.C. in numeri romani) è un anno  del V secolo a.C.

## Eventi
- Roma: 
  - consoli Larcio (o Spurio) Erminio Coritinesano Aquilino e Tito Verginio Tricosto Celiomontano (console 448 a.C.)

## Nati
- Agatone, poeta e drammaturgo greco antico
- Bardylis, re († 358 a.C.)
- Erissimaco, medico ateniese

## Morti
- Alceta II di Macedonia, re macedone antico
- Fan Li, politico cinese